# Calcodes rorekaotimbuensis
Calcodes rorekaotimbuensis là một loài bọ cánh cứng trong họ Lucanidae. Loài này được Nagai & Isogai mô tả khoa học năm 1987.